# Мария Мирчов-Скаловска
Мария Мирчов-Скаловска (на македонска литературна норма: Марија Мирчов-Скаловска) е видна оперна певица, сопран от Република Македония.

## Биография
Родена е на 1 март 1929 година в село Каравуково, Кралство Югославия (днес в община Оджаци, Западнобачки окръг, Войводина, Сърбия). Музикално образование завършва в Средното музикално училище в Нови Сад, в класовете на преподавателите Рудолф Ертъл и Евгени Марияшец. По-късно посещава частни уроци и се усъвършенства при професор Злата Гюнгенац в Белград.
Дебютира с ролята на Микаела („Кармен“) в 1950 година. На сцената на Македонския народен театър идва по покана като солист на Новосадската опера, където е в периода от 1950 до 1952 година. Тя е певица с високи качества, която скоро се вписва в ансамбъла като ключов член.
В 1954 година се омъжва за видния композитор Тодор Скаловски.
През следващите 23 години Мария Мирчов-Скаловска реализира 26 значими роли. В края на кариерата си успешно се занимава с вокална педагогика. Умира на 24 януари 2006 година в Скопие.
Носителка е на наградата „11 октомври“.

## По-известни роли
- Софи (Вертер, 1954)
- Марженка (Продадена невеста, 1956)
- Евридика (Орфеј и Евридика)
- Неда (Палјачи, 1957)
- Росина (Севилскиот бербер)
- Флорами (Мала Флорами, 1957)
- Чо Чо Сан (Мадам Батерфлај)
- Мими (Боеми)
- Моника (Медиум, 1958)
- Лиза (Земјата на насмевките, 1962)
- Микаела (Кармен, 1965)
- Јана (Гоце)
- Магда (Пајажина, 1966)
- Манон Леско (Манон)
- Маргарета (Фауст, 1967)
- Ирена (Цар Самоил, 1968)
- Белинда (Дидона и Енеј, 1971)
- Дездемона (Отело)
- Ѓула (Еро од оној свет)
- Елизабета (Дон Карлос, 1972)
- Џилда (Риголето)
- Татјана (Евгениј Онегин)